# St-Ronan (Locronan)

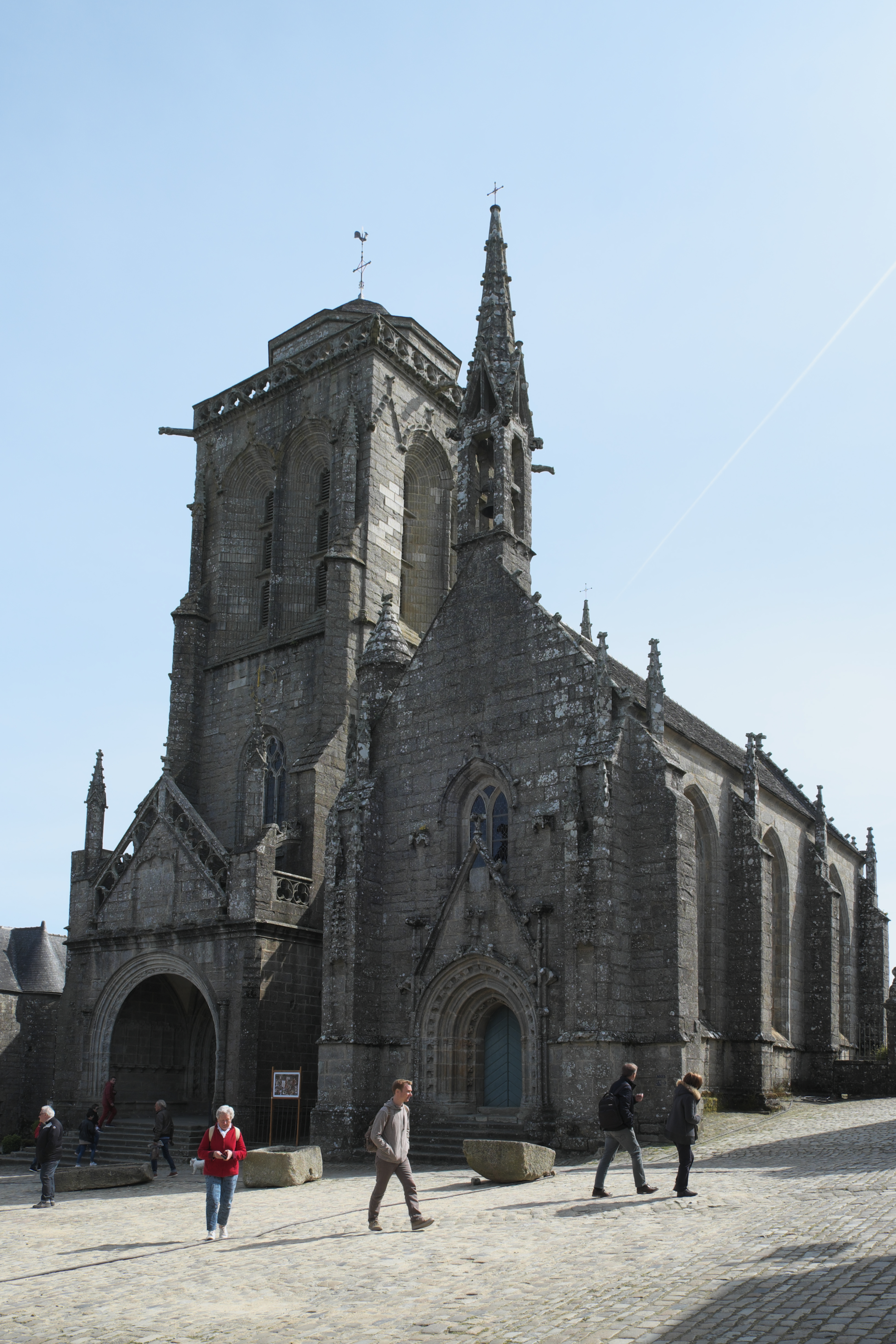
Kirche Saint-Ronan

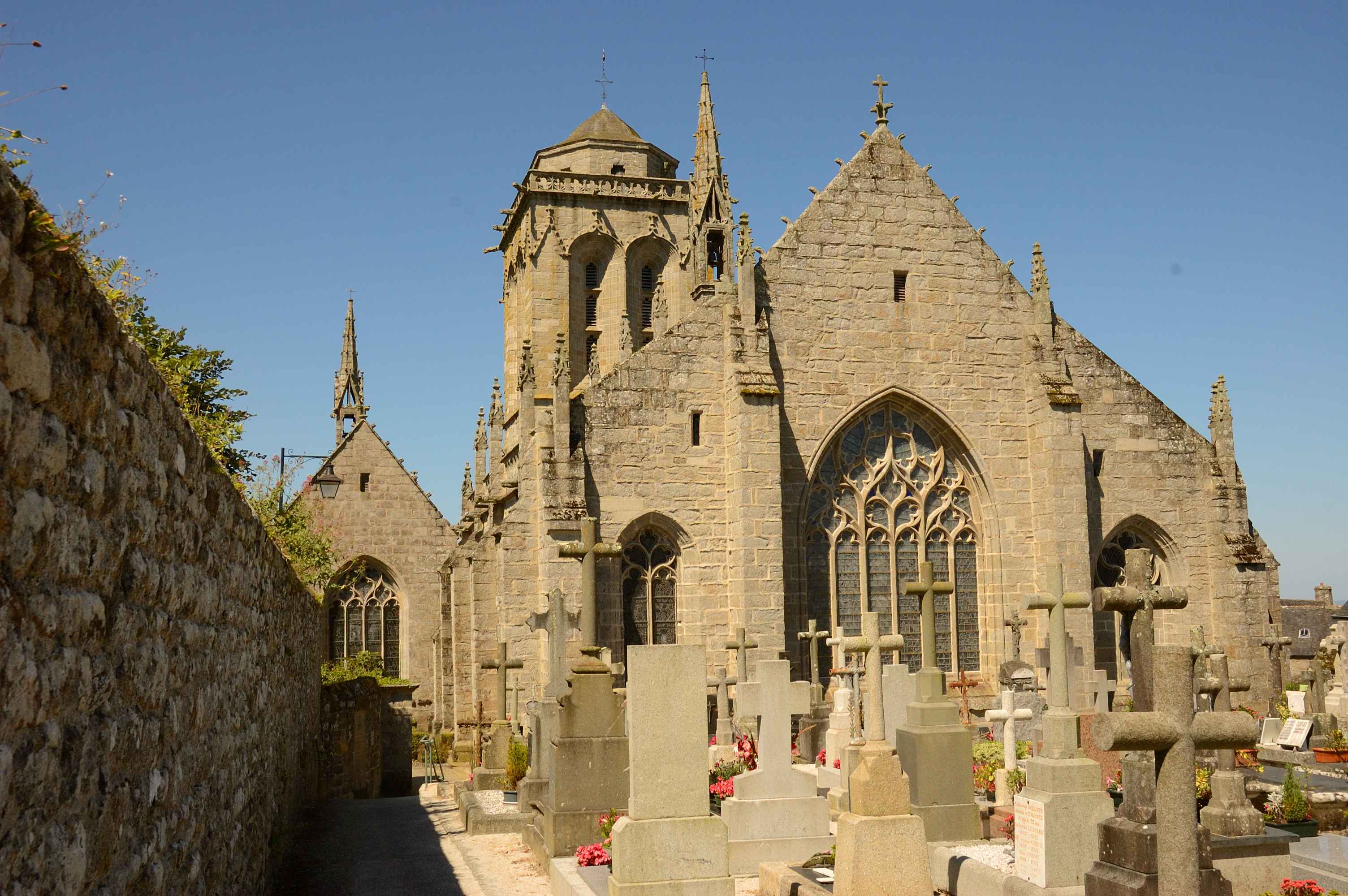
Ansicht von Osten, links Chapelle du Pénity

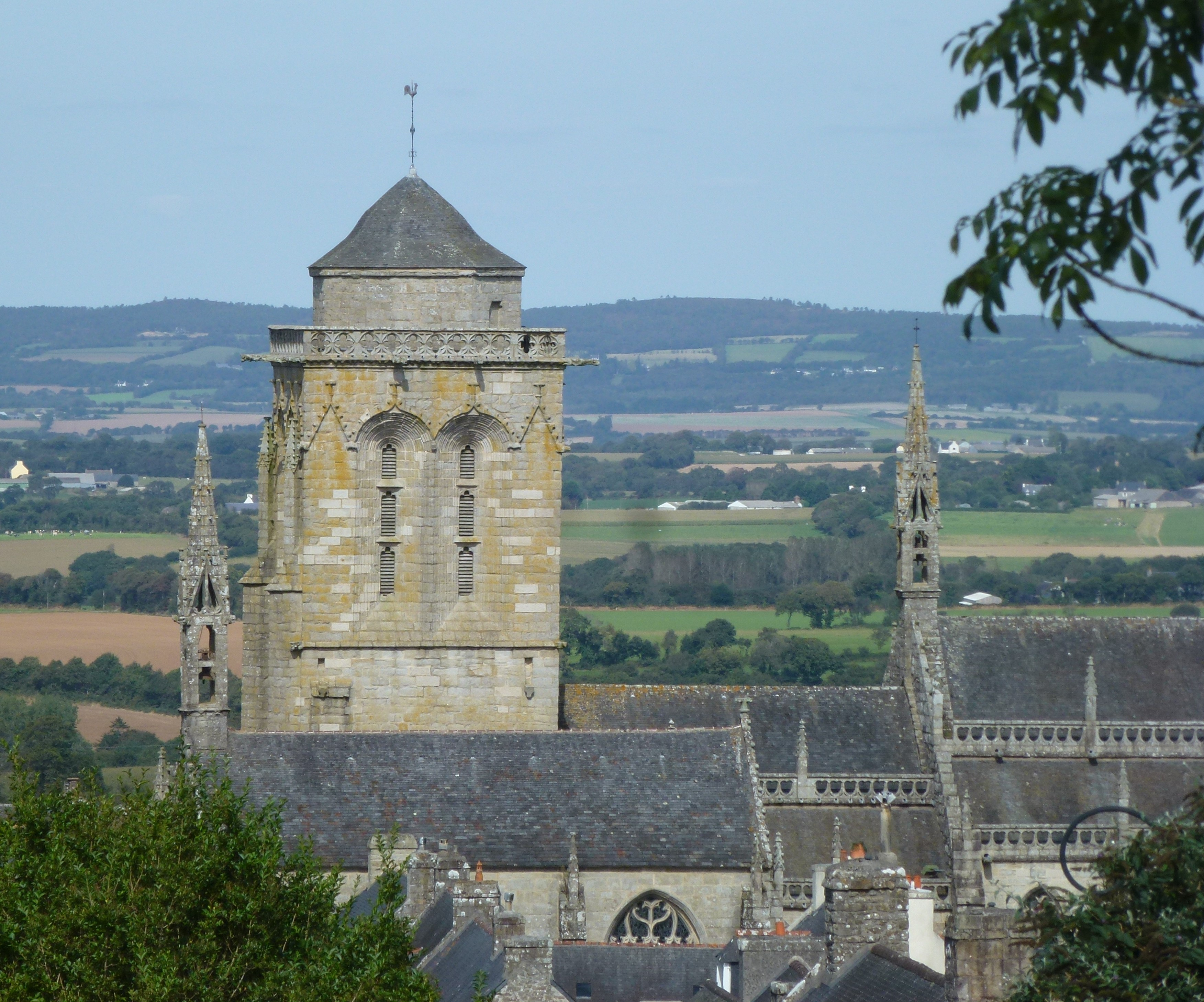
Glockenturm und Dachreiter, im Vordergrund Chapelle du Pénity

Die katholische Kirche Saint-Ronan in Locronan, einer Gemeinde im Département Finistère in der französischen Region Bretagne, wurde im 15. Jahrhundert im Stil der Flamboyant-Gotik an der Stelle einer romanischen Vorgängerkirche errichtet. Die Kirche ist dem heiligen Ronan von Locronan geweiht, einem bretonischen Einsiedler und Heiligen, dessen Gebeine in der Chapelle du Pénity (Pénity-Kapelle) verehrt werden. In der Kirche ist eine reiche Ausstattung aus dem 15. und 16. Jahrhundert erhalten. Im Jahr 1846 wurde die Kirche als Monument historique in die Liste der Baudenkmäler (Base Mérimée) in Frankreich aufgenommen.

## Geschichte
Im  Jahr 1031 gründete Alain Canhiart, der Graf von Cornouaille, in Locronan an der Stelle der Einsiedelei des heiligen Ronan ein Priorat, das er der Benediktinerabtei Sainte-Croix in Quimperlé unterstellte. Die romanische Prioratskirche wurde zum Ziel einer vielbesuchten Wallfahrt. Die Pilger erhofften sich die Fürbitte des heiligen Ronan für eine zahlreiche Nachkommenschaft, die den Fortbestand ihrer Familien sichern sollte. Auch die Herzöge der Bretagne besuchten Locronan und gewährten dem Ort Privilegien und finanzielle Unterstützung für den Neubau der Kirche, der zwischen 1430 und 1480 erfolgte. Ende des 15. und zu Beginn des 16. Jahrhunderts wurde an die Südseite der Kirche die Chapelle du Pénity (Pénity-Kapelle) angebaut, deren Name (bretonisch für Einsiedelei) an den Ort erinnert, an dem der heilige Ronan gelebt haben soll. In der Kapelle wurde das Grab des heiligen Ronan aufgestellt, das ursprünglich in der Kirche im Chor der Mönche untergebracht war. Den Bau der Kapelle gab Anne de Bretagne aus Dankbarkeit über die Geburt ihrer Tochter Renée im Jahr 1510 in Auftrag. Mit der Ausführung wurde Pierre Le Goaraguer betraut, der auch beim Bau der Kathedrale Saint-Corentin in Quimper mitgewirkt hatte.

## Architektur

### Außenbau

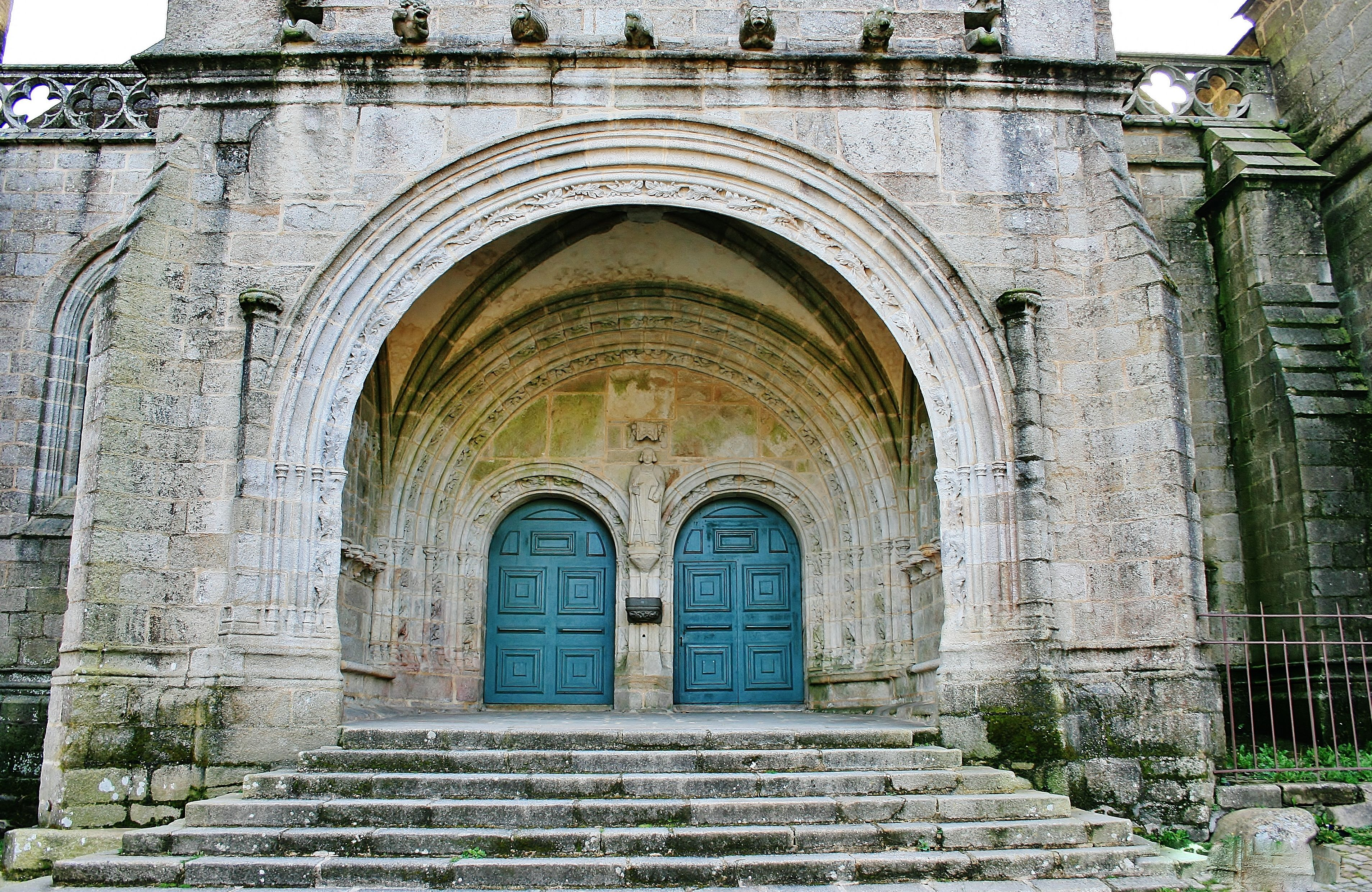
Vorhalle und Westportal

Im Westen schließt sich an das Langhaus der massive, über 30 Meter hohe Glockenturm an, der im oberen Geschoss auf allen vier Seiten von zwei hohen, rundbogigen Öffnungen durchbrochen ist. Er besaß ursprünglich eine 68 Meter hohe Spitze, die nach einem Blitzeinschlag im Jahr 1808 einstürzte. Das Dach des Langhauses, das zum Chor hin stark ansteigt, wird in der Mitte von einem Giebel unterbrochen, auf dem ein Dachreiter sitzt.
Mehrere Stufen führen zur Vorhalle an der Westfassade, zu der sich ein großer, von Archivolten umgebener Rundbogen öffnet. Die Vorhalle ist mit einem Kreuzrippengewölbe gedeckt, an den Seitenwänden sind Konsolen angebracht, über denen eine Reihe von Arkaden mit schlanken Säulen und Dreipassbögen verläuft. Die sonst in den Vorhallen der Bretagne üblichen Apostelfiguren sind allerdings nicht mehr erhalten sind. Am Trumeaupfeiler zwischen den beiden Türen, durch die man in den Innenraum gelangt, steht auf einem Sockel die Granitfigur des heiligen Ronan. Ein weiteres Portal mit einer kleineren Vorhalle befindet sich an der Nordseite der Kirche, an der auch die Sakristei angebaut ist, deren Dachgaube von einem Fenster mit Flamboyant-Maßwerk durchbrochen ist.

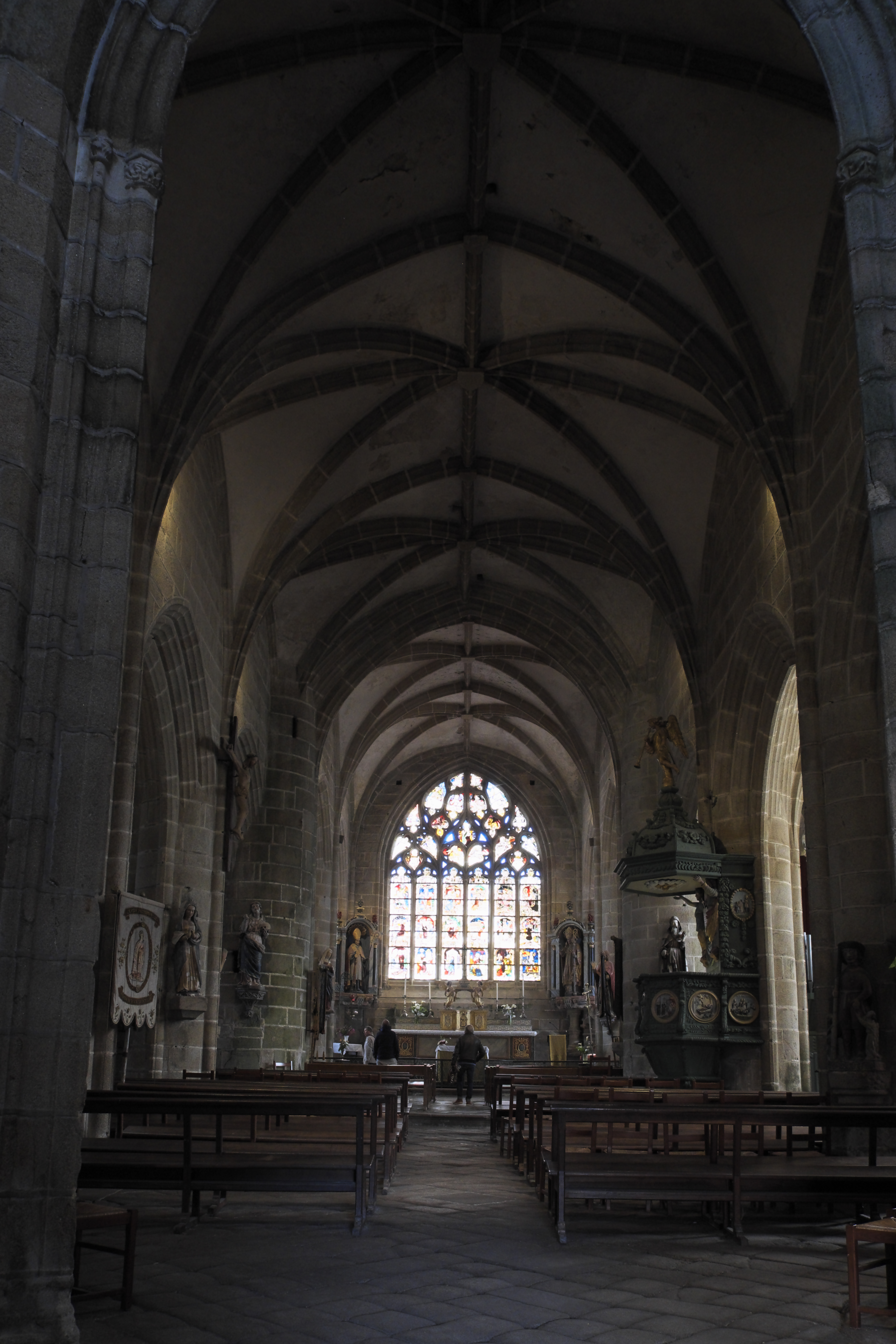
Innenraum

### Innenraum
Der Innenraum ist dreischiffig und in sieben Joche gegliedert. Das nördliche Seitenschiff ist etwas breiter als das südliche. Das Hauptschiff und die beiden Seitenschiffe werden von Kreuzrippengewölben gedeckt. Das Hauptschiff besitzt keine Fenster und wird nur durch die Fenster der Seitenschiffe beleuchtet. Die Stirnwand des gerade geschlossenen Chors wird von einem sechsbahnigen Maßwerkfenster durchbrochen.

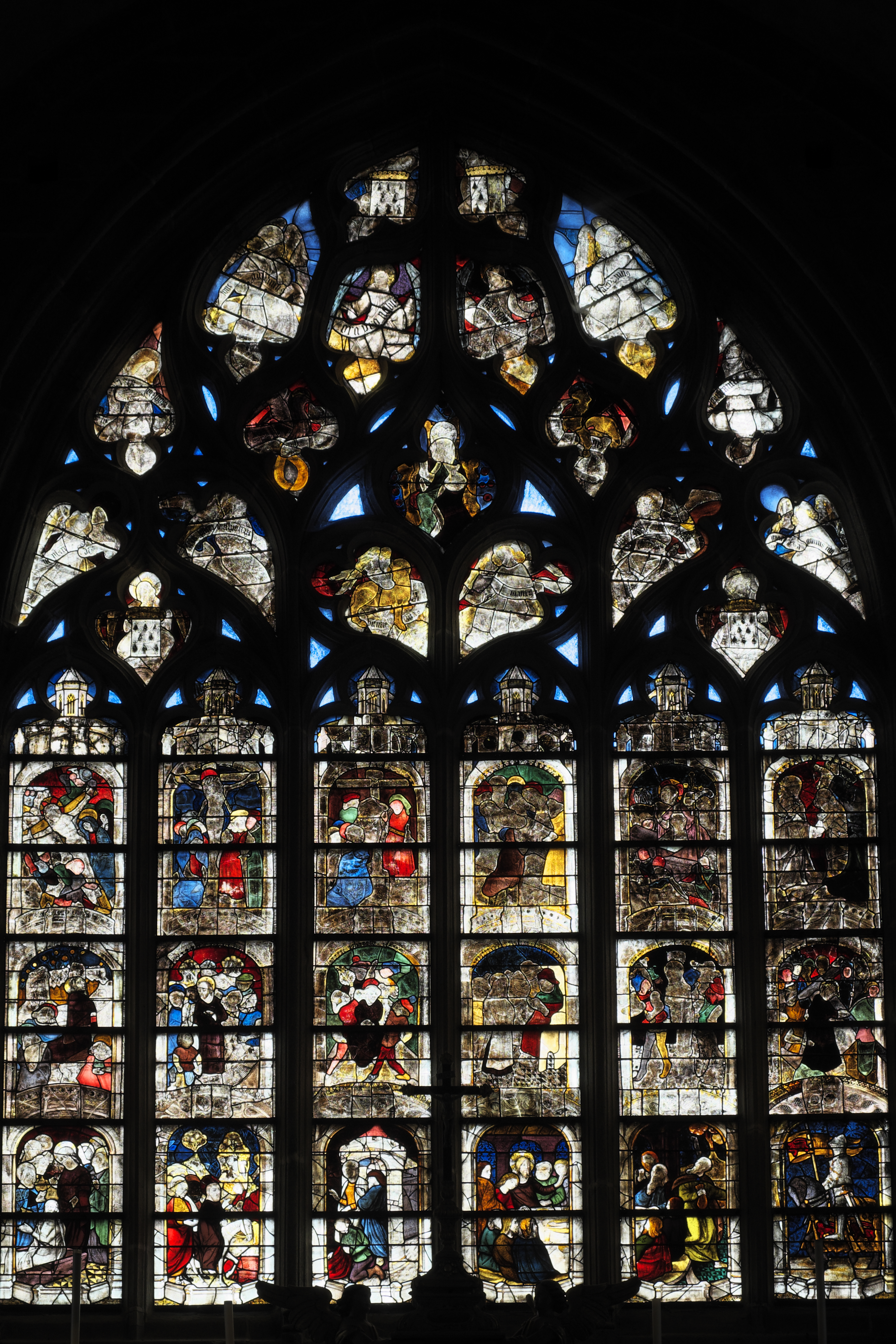
Passionsfenster

## Bleiglasfenster
In der Kirche sind Bleiglasfenster aus dem 15. und 16. Jahrhundert erhalten.
- Das sechsbahnige Chorfenster (Fenster 0), das Passionsfenster, wird zwischen 1476 und 1479 datiert. Auf 17 Feldern sind Szenen der Passion und der Auferstehung Christi dargestellt, das äußerste rechte Feld der unteren Reihe zeigt ein Mitglied der Familie Nevet, die wesentlich zur Finanzierung des Kirchenbaus beigetragen hat.[2]
- Das zweibahnige Fenster (Fenster 2) enthält Fragmente aus dem 16. Jahrhundert. Die Szene des Gnadenstuhls wird um 1500 datiert. Auf einer anderen Scheibe ist der Apostel Petrus zu erkennen, weitere Scheiben stammen vermutlich aus einem Wurzel-Jesse-Fenster oder einer Anbetung der Heiligen Drei Könige.
- In dem vierbahnigen Fenster (Fenster 0) in der Chapelle du Pénity sind Scheiben aus dem frühen 16. Jahrhundert erhalten. Auf den beiden mittleren Lanzetten sind die heilige Katharina mit ihrem Attribut, dem Schwert, und der Apostel Paulus dargestellt. Im Maßwerk sieht man eine Kreuzigungsgruppe.

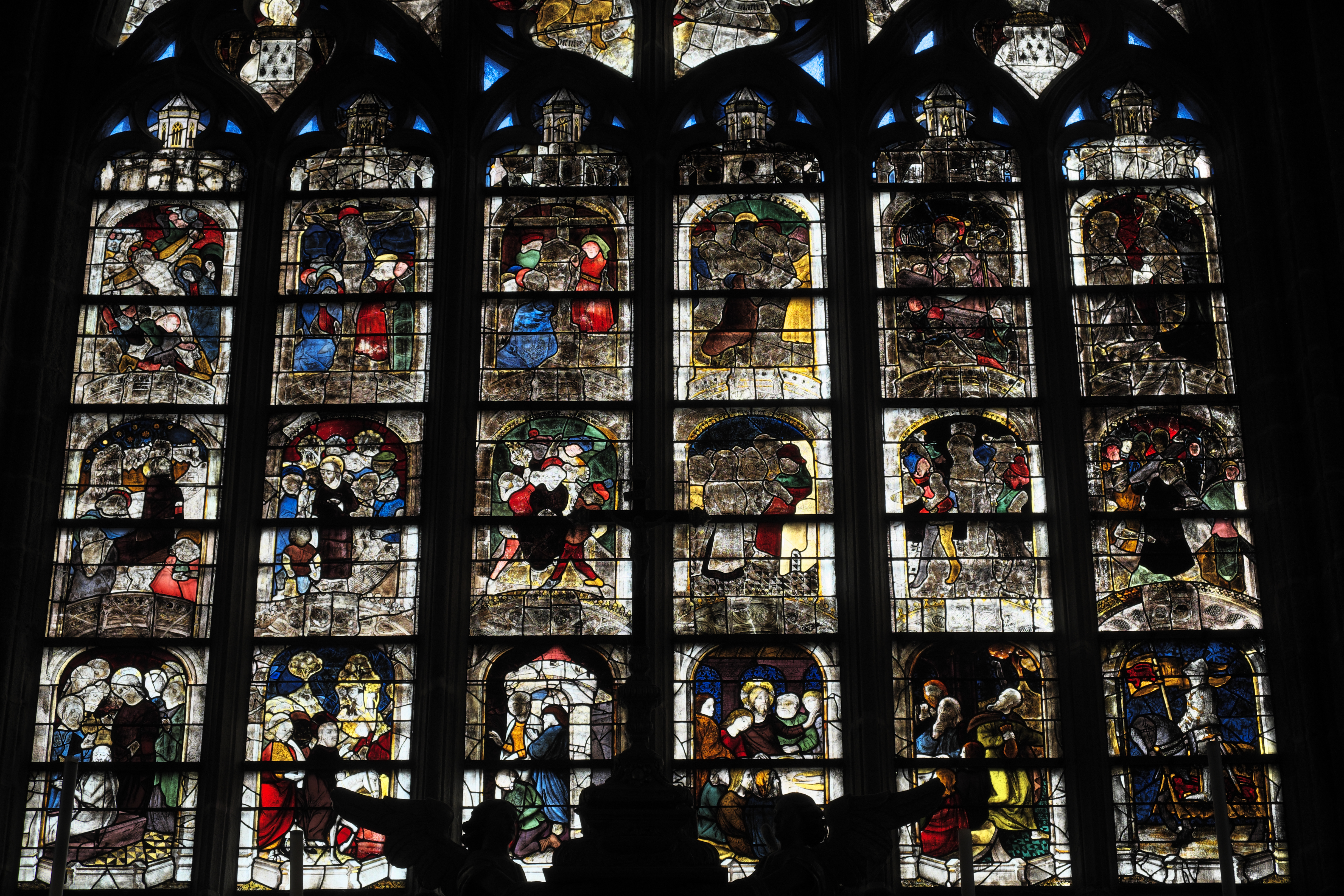
Passionsfenster
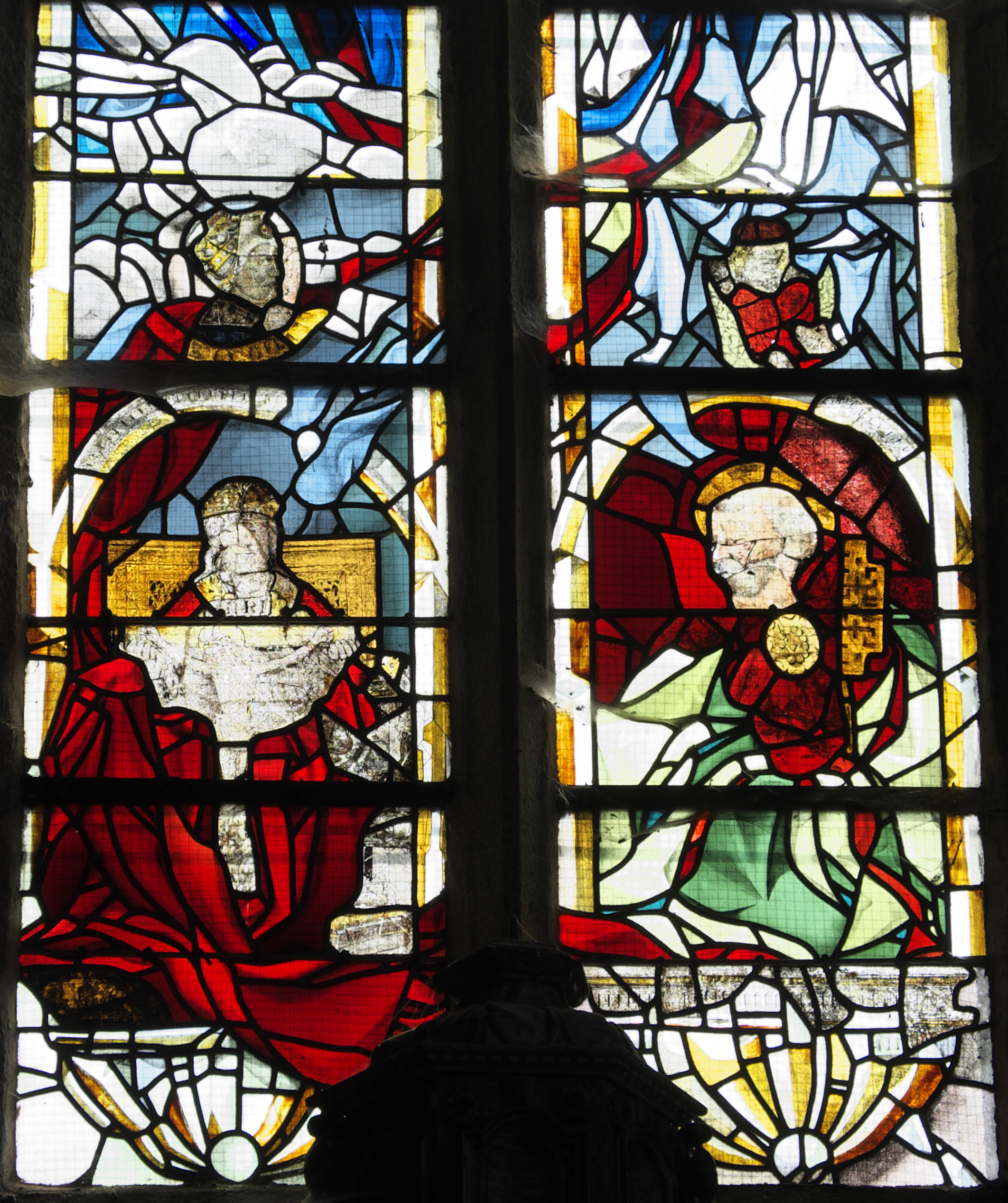
Gnadenstuhl und Apostel Petrus
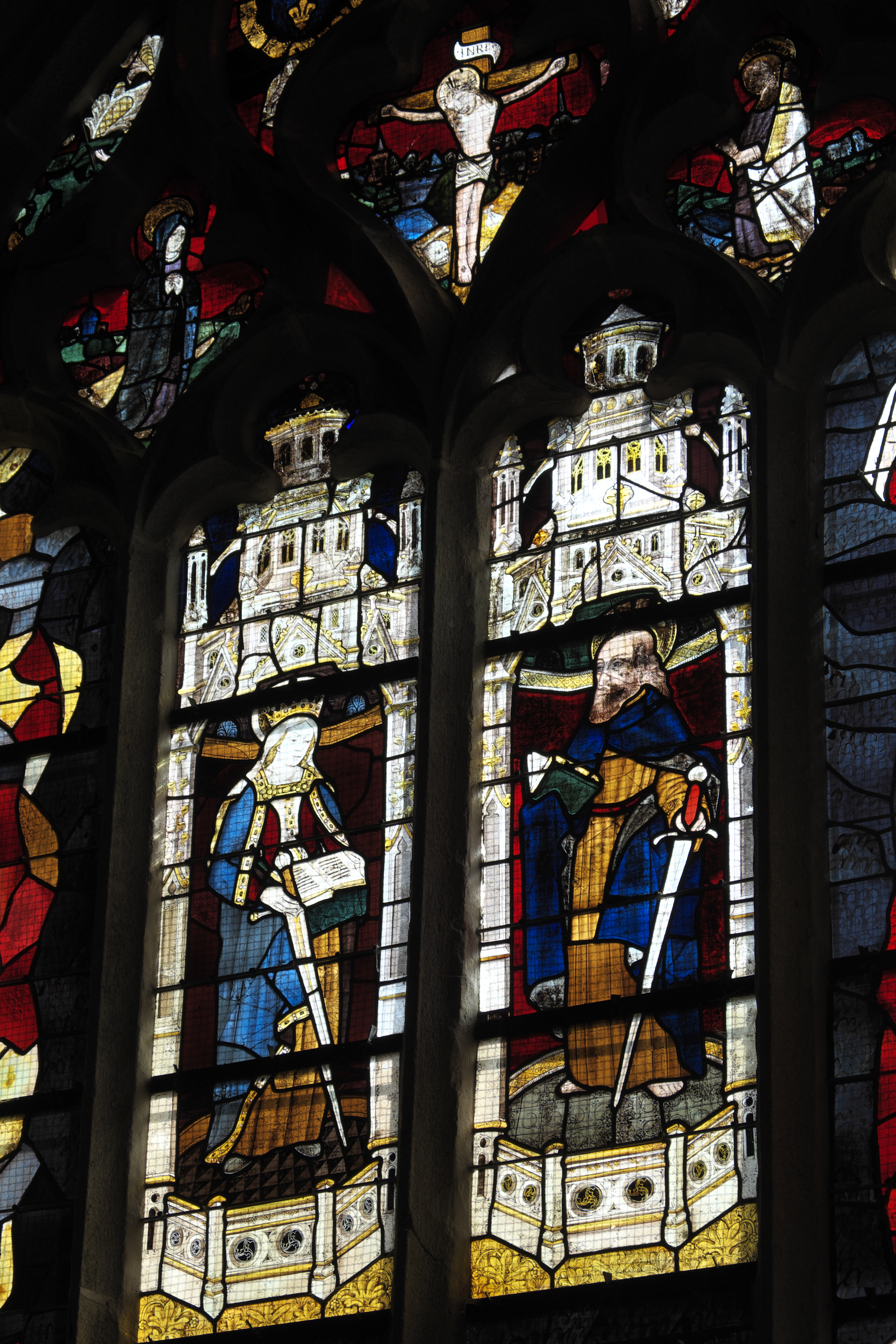
Fenster in der Chapelle du Pénity

## Ausstattung

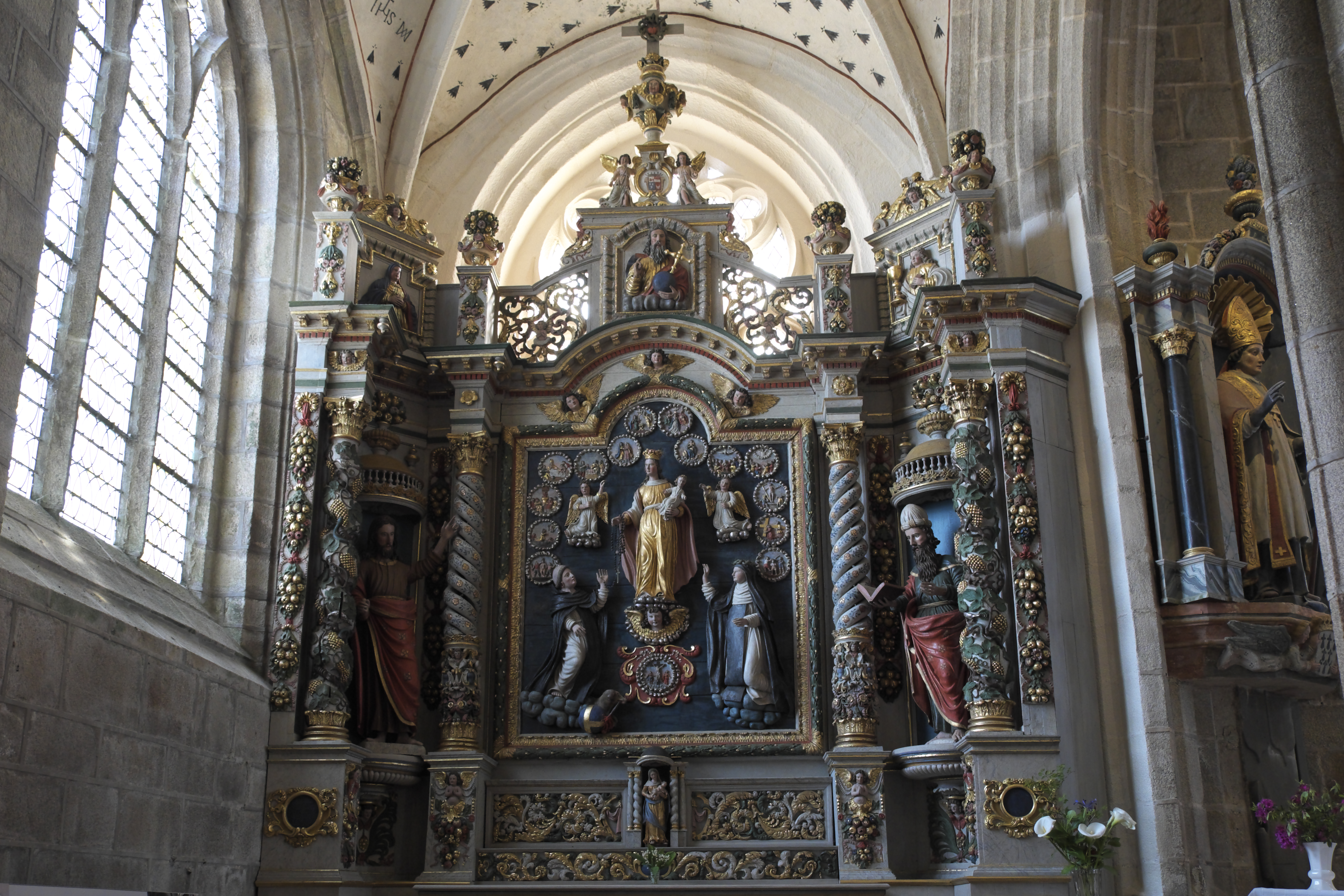
Rosenkranzaltar

Siehe auch: Liste der Monuments historiques (Objekte) in der Kirche St-Ronan
- Der Rosenkranzaltar wurde 1668 von dem aus Lannédern stammenden Bildhauer Maurice Le Roux geschaffen. Die Szene, in der der heilige Dominikus und die heilige Katharina von Siena von Maria den Rosenkranz empfangen, ist als Hochrelief skulptiert. Über der Szene, die von 15 Basreliefs umgeben ist, auf denen die Geheimnisse des Rosenkranzes dargestellt sind, thront Gottvater mit der Weltkugel. In den seitlichen Nischen, von reich verzierten gedrehten Säulen gerahmt, stehen die Schnitzfiguren des heiligen Josef (links) und des heiligen Joachim (rechts).[3][4]

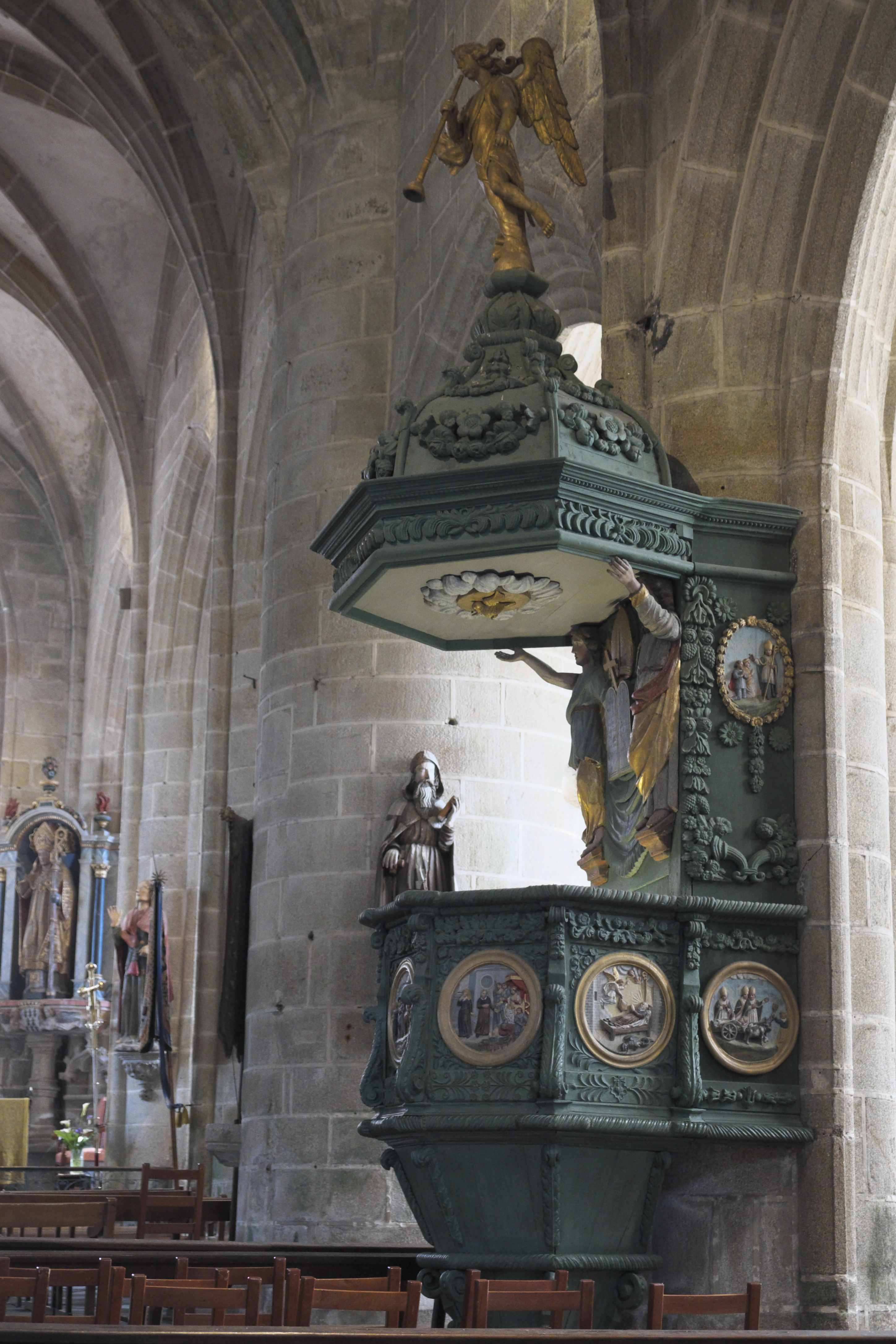
Kanzel

- Die Kanzel ist mit der Jahreszahl 1707 bezeichnet. Sie wurde von Louis Bariou und seinem Schwiegersohn Guillaume Le Poupon angefertigt. Der Kanzelkorb und der Kanzelaufgang sind mit farbig gefassten und goldgerahmten Medaillons verziert, auf denen Szenen aus der Legende des heiligen Ronan dargestellt sind. Der Schalldeckel wird von einem vergoldeten Engel mit Posaune bekrönt.[5]
- In der Taufkapelle im nördlichen Seitenschiff steht das aus zwei Schalen, einer kleineren und einer größeren, bestehende Taufbecken aus dem 15. Jahrhundert.[6]
- Die Figur des heiligen Christophorus stammt aus dem 16. Jahrhundert.
- Die Figur des heiligen Rochus von Montpellier ist mit der Jahreszahl 1509 bezeichnet und weist die Signatur „Guillimin“ auf.[7]

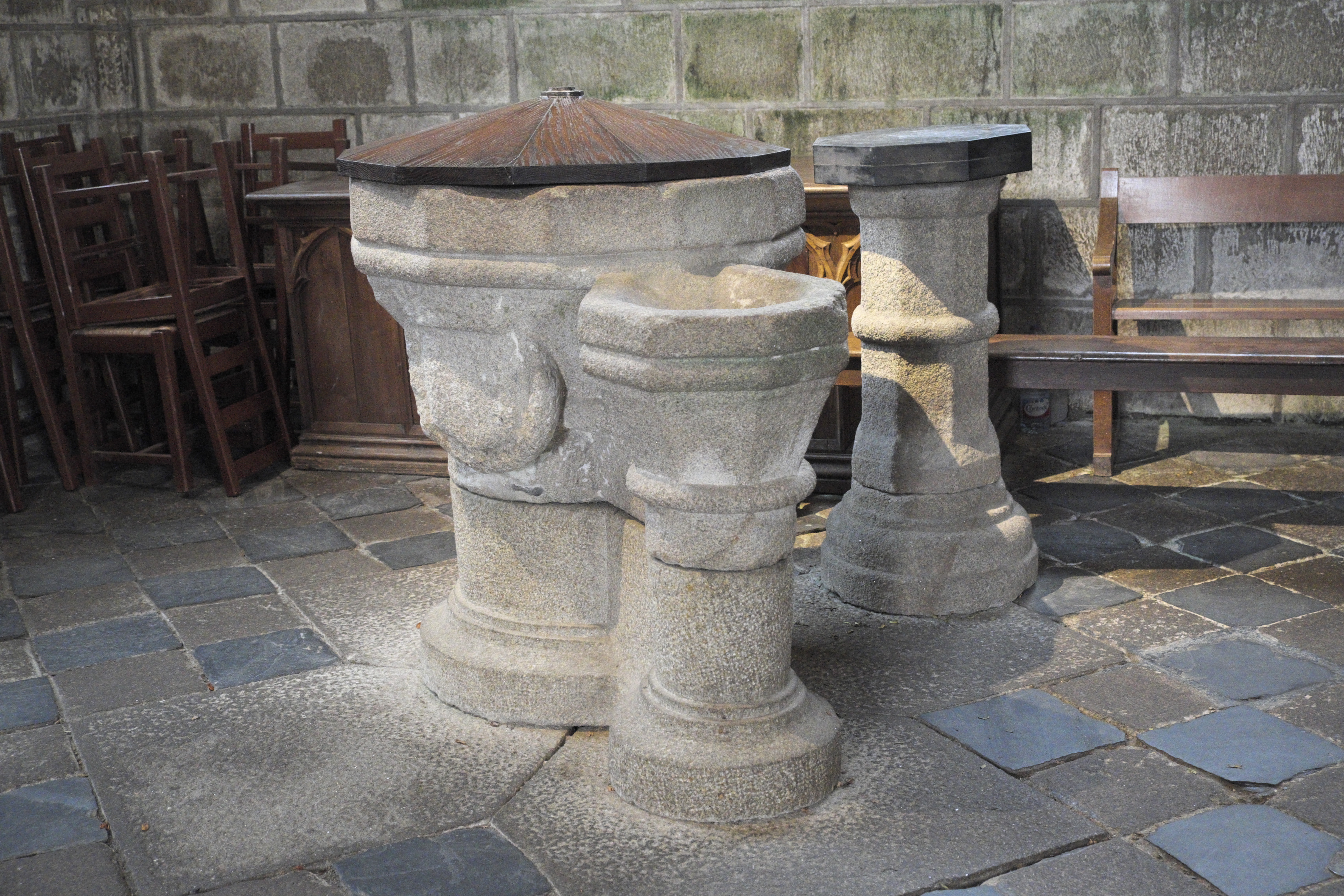
Taufbecken aus dem 15. Jahrhundert
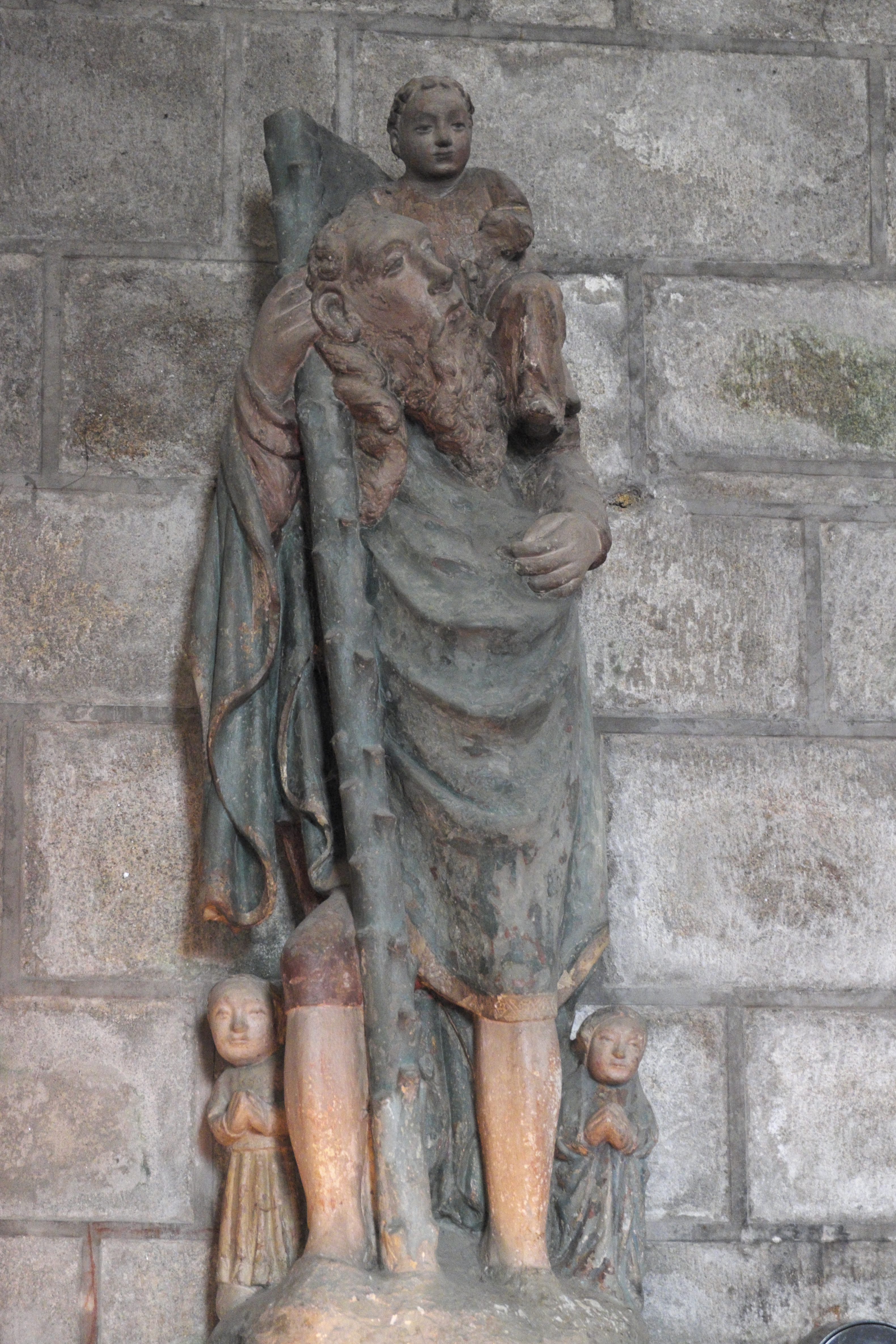
Heiliger Christophorus
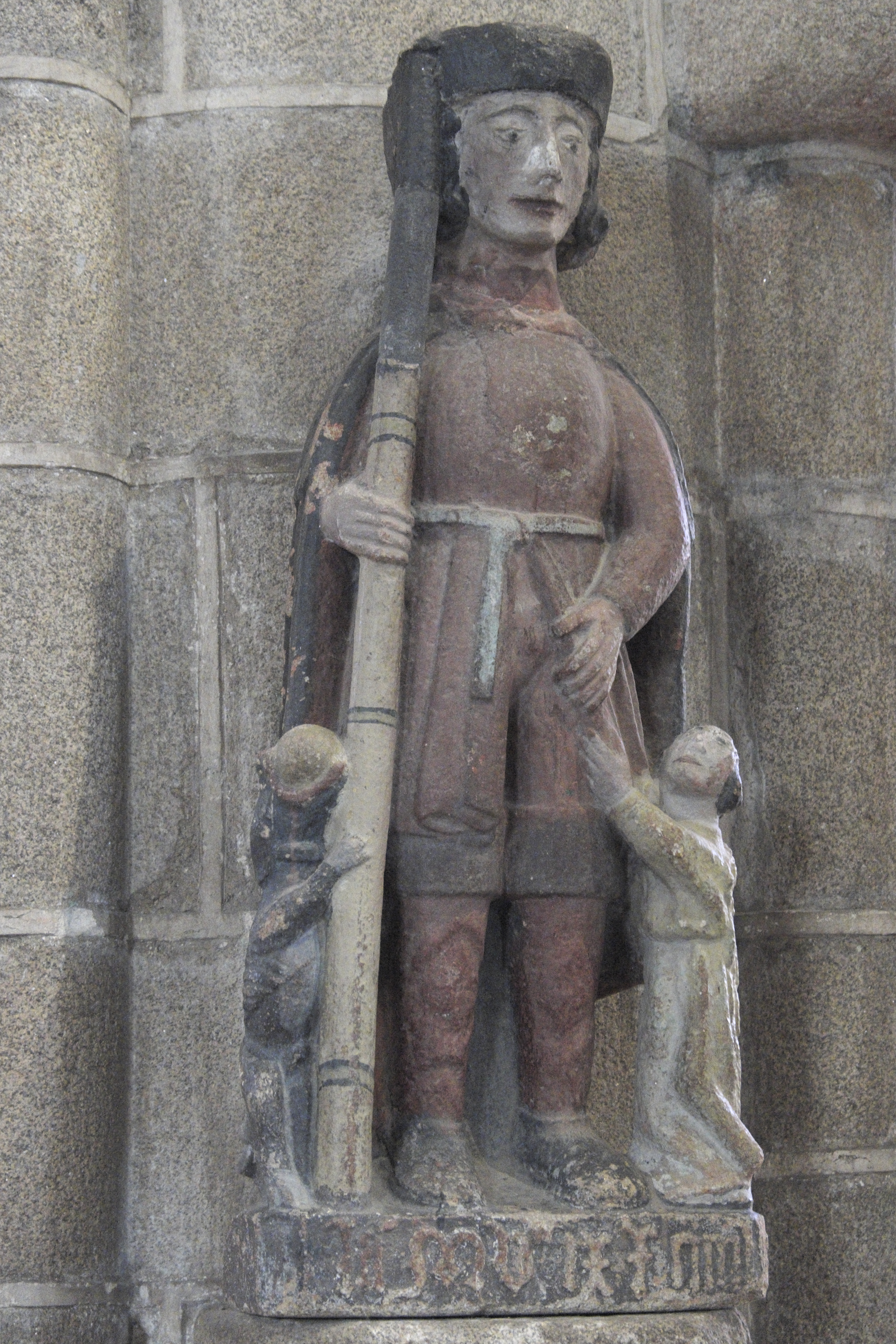
Heiliger Rochus

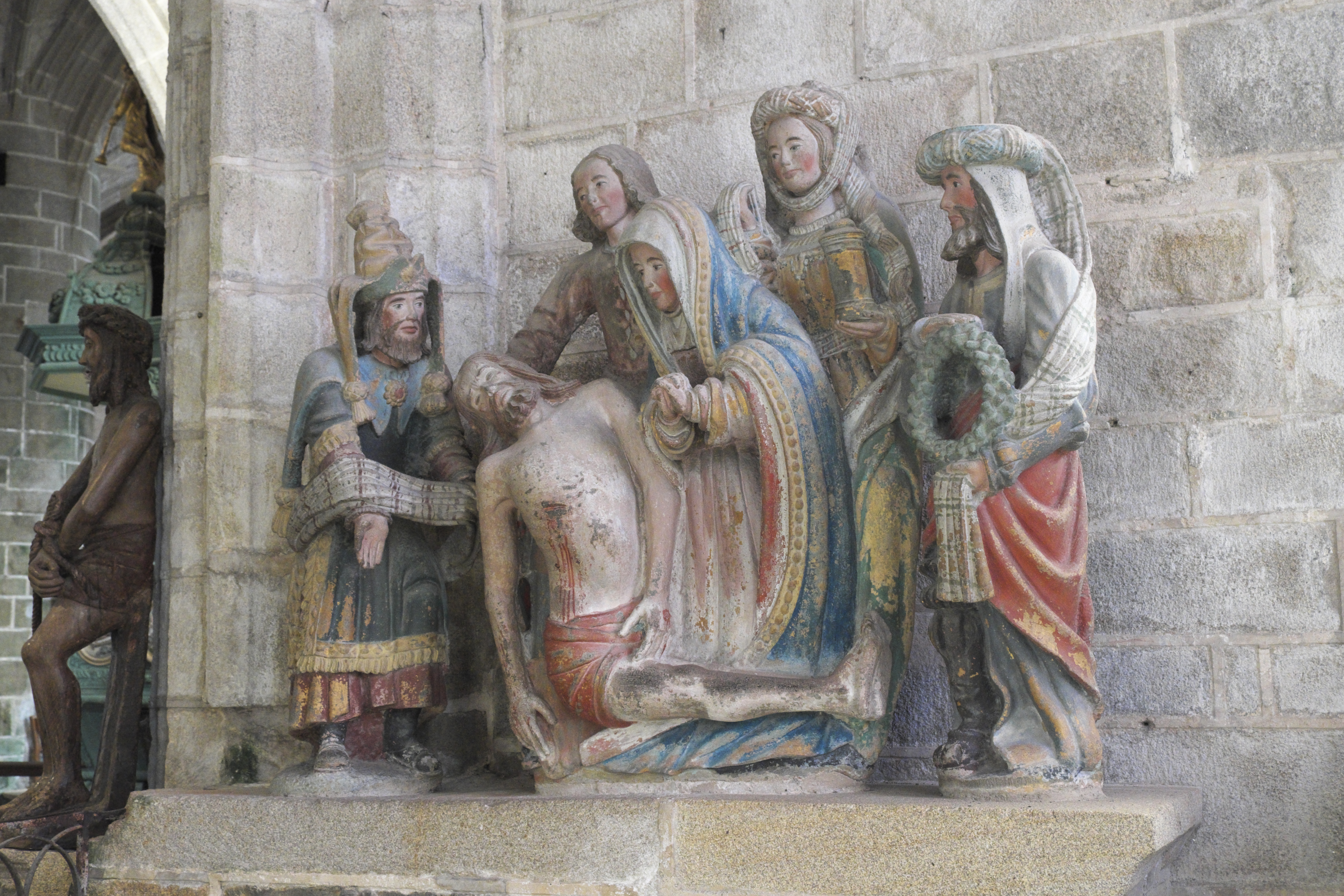
Grablegungsgruppe

- Die farbig gefasste Grablegungsgruppe in der Pénity-Kapelle wurde von einem unbekannten Meister in der Zeit um 1500 geschaffen. Maria beugt sich mit gefalteten Händen über den Leichnam Jesu, der Apostel Johannes stützt seinen Kopf. Auf der linken Seite hält Josef von Arimathäa ein Leintuch bereit, rechts steht Nikodemus mit der Dornenkrone in den Händen. Hinter Maria ist Maria Magdalena mit ihrem Attribut, dem Salbgefäß, dargestellt. Sie ist wie Josef von Arimathäa und Nikodemus mit einem kostbaren Gewand bekleidet.[8]
- In der Wand darunter sind zwei Reliefs aus dem 15./16. Jahrhundert eingelassen. Links ist die Szene Noli me tangere dargestellt, in der Jesus nach seiner Auferstehung Maria Magdalena in Gestalt eines Gärtners erscheint, auf der rechten Szene sieht man die Emmausjünger.[9]
- Die holzgeschnitzte, farbig gefasste Pietà wird ins 16. Jahrhundert datiert.[10]
- Die Figur des Erzengels Michael, der die Seelen wiegt, stammt aus dem 15. Jahrhundert.[11]

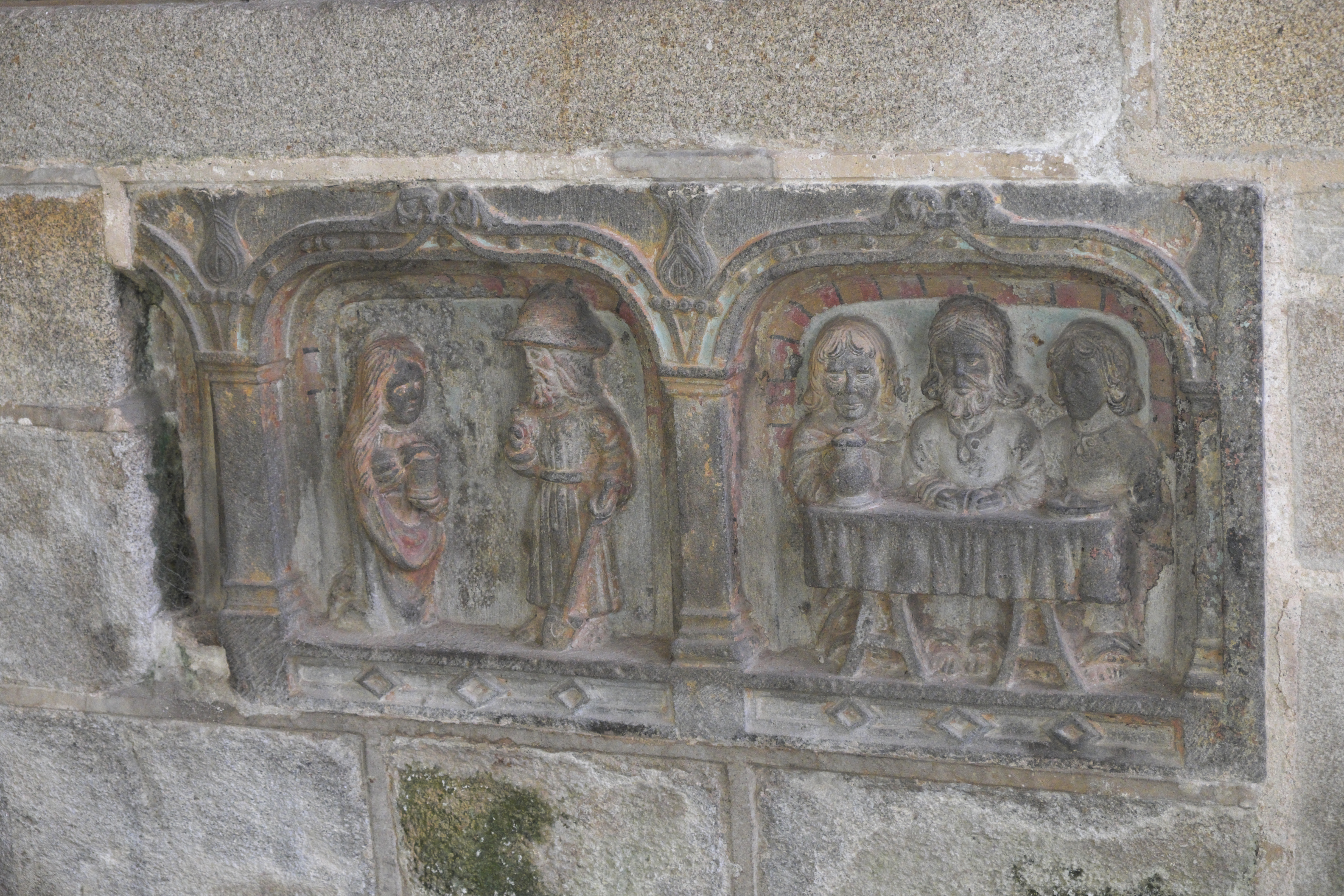
Reliefs
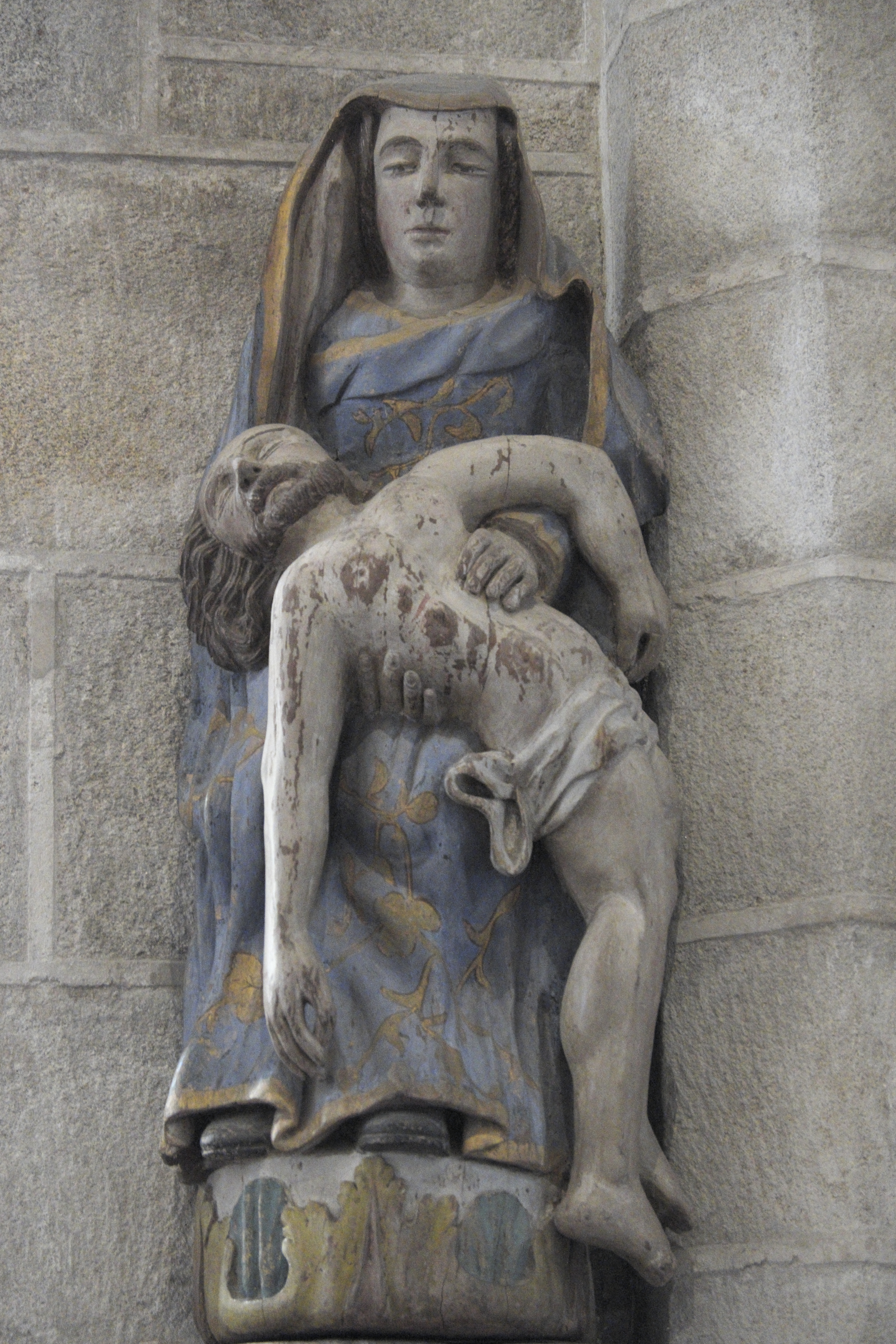
Pietà
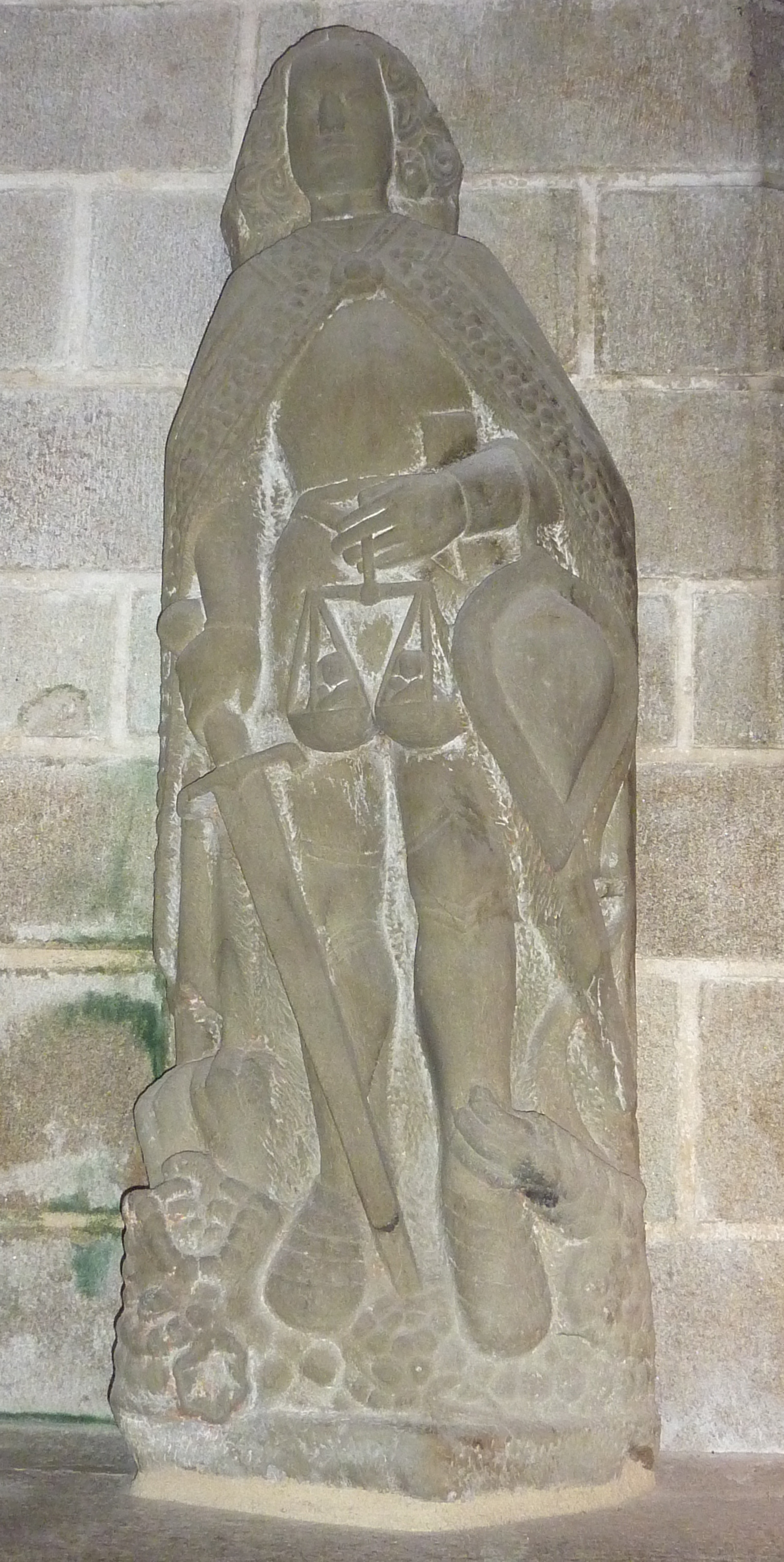
Erzengel Michael

## Grab des heiligen Ronan

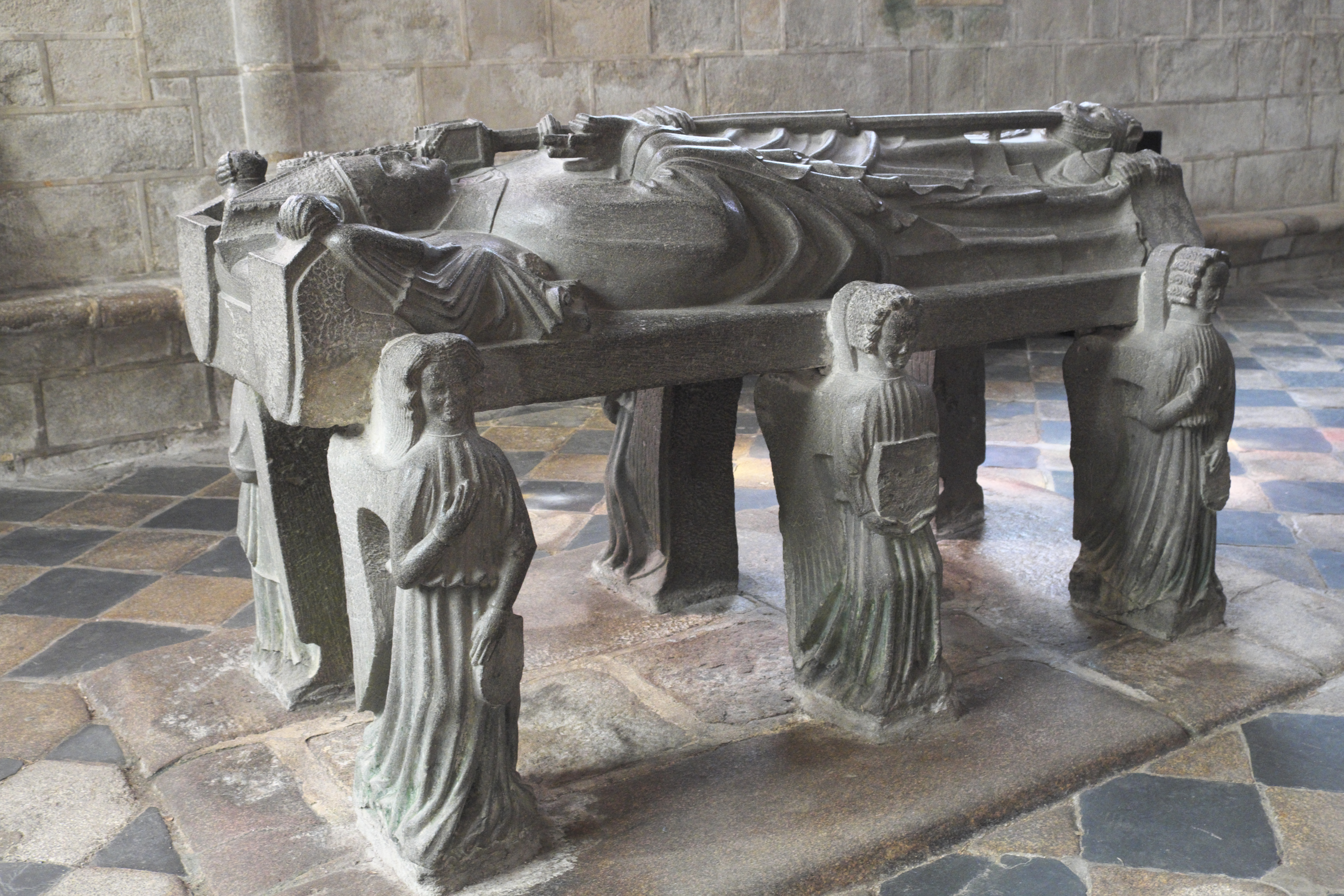
Grab des heiligen Ronan

Das Grab mit der Liegefigur des heiligen Ronan besteht aus Kersantit. Es wurde in einer bretonischen Werkstatt während der Regierungszeit des Herzogs Johann VI. (in Frankreich Johann V.) (1389–1442) geschaffen, dessen Wappen wie das seiner Gemahlin Johanna von Frankreich (1391–1433) am Fußende des Tischgrabes eingemeißelt ist. Die Grabplatte liegt auf den Flügeln von sechs Engeln, die als weibliche Figuren mit langen, faltenreichen Gewändern dargestellt sind und Wappen in den Händen halten. Zwei Engel halten das Kopfkissen, auf dem das Haupt des Heiligen ruht. Mit der rechten Hand umfasst er einen kostbar skulptierten Stab, mit der linken Hand scheint er die Besucher zu segnen. Zu seinen Füßen kauert ein Löwe, in dessen Maul der Stab des Heiligen endet.

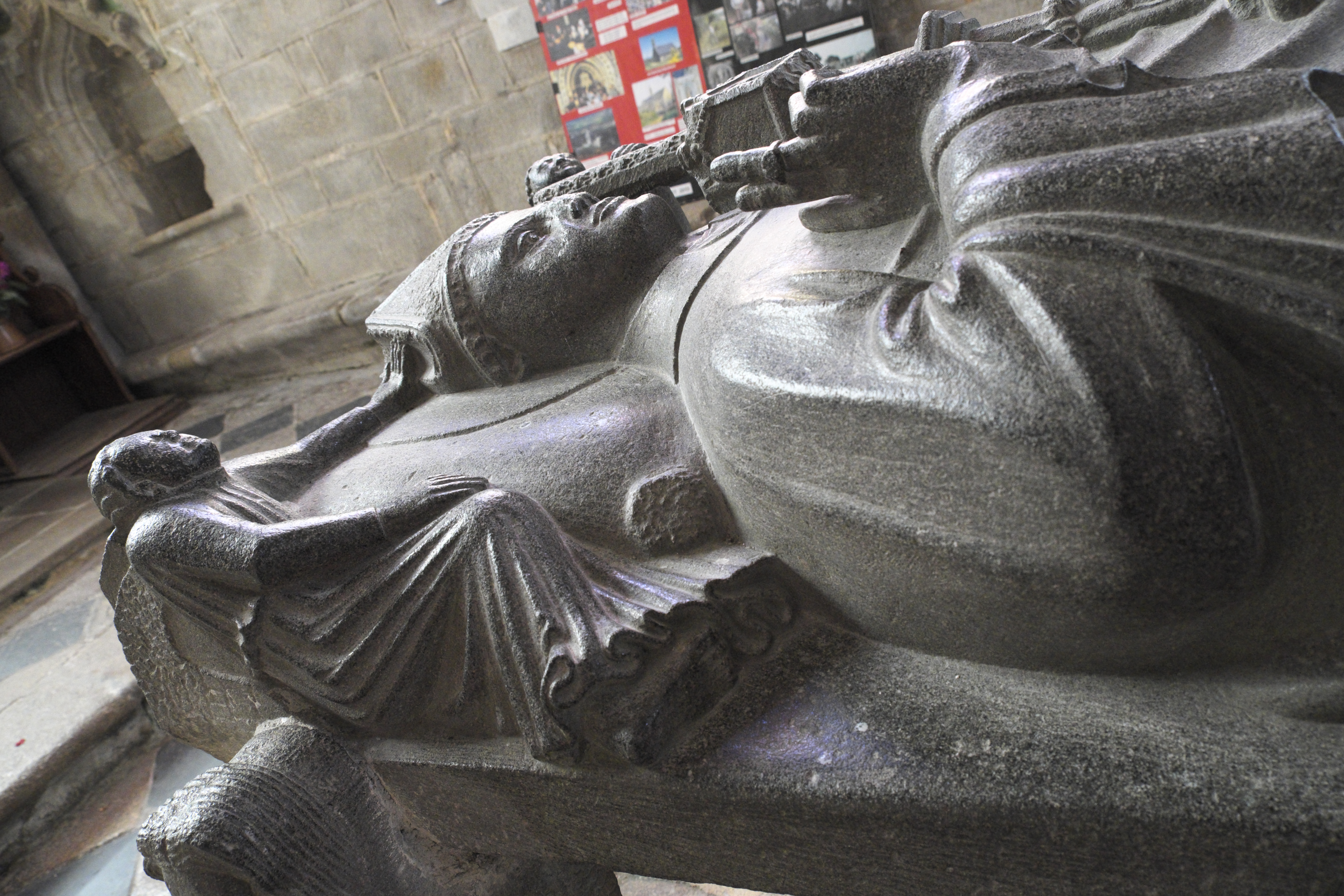
Grab des heiligen Ronan
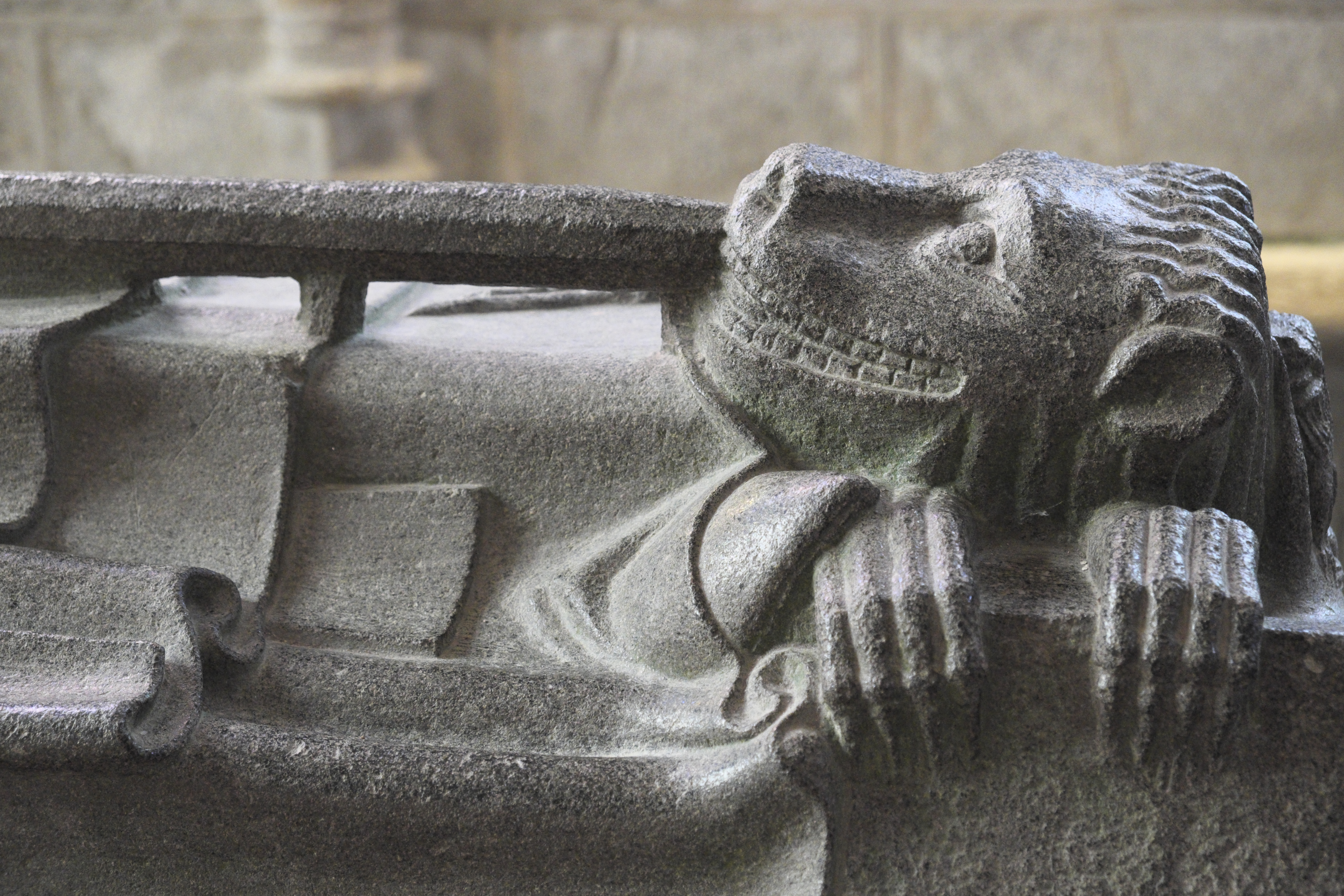
Löwe und Bischofsstab am Fußende
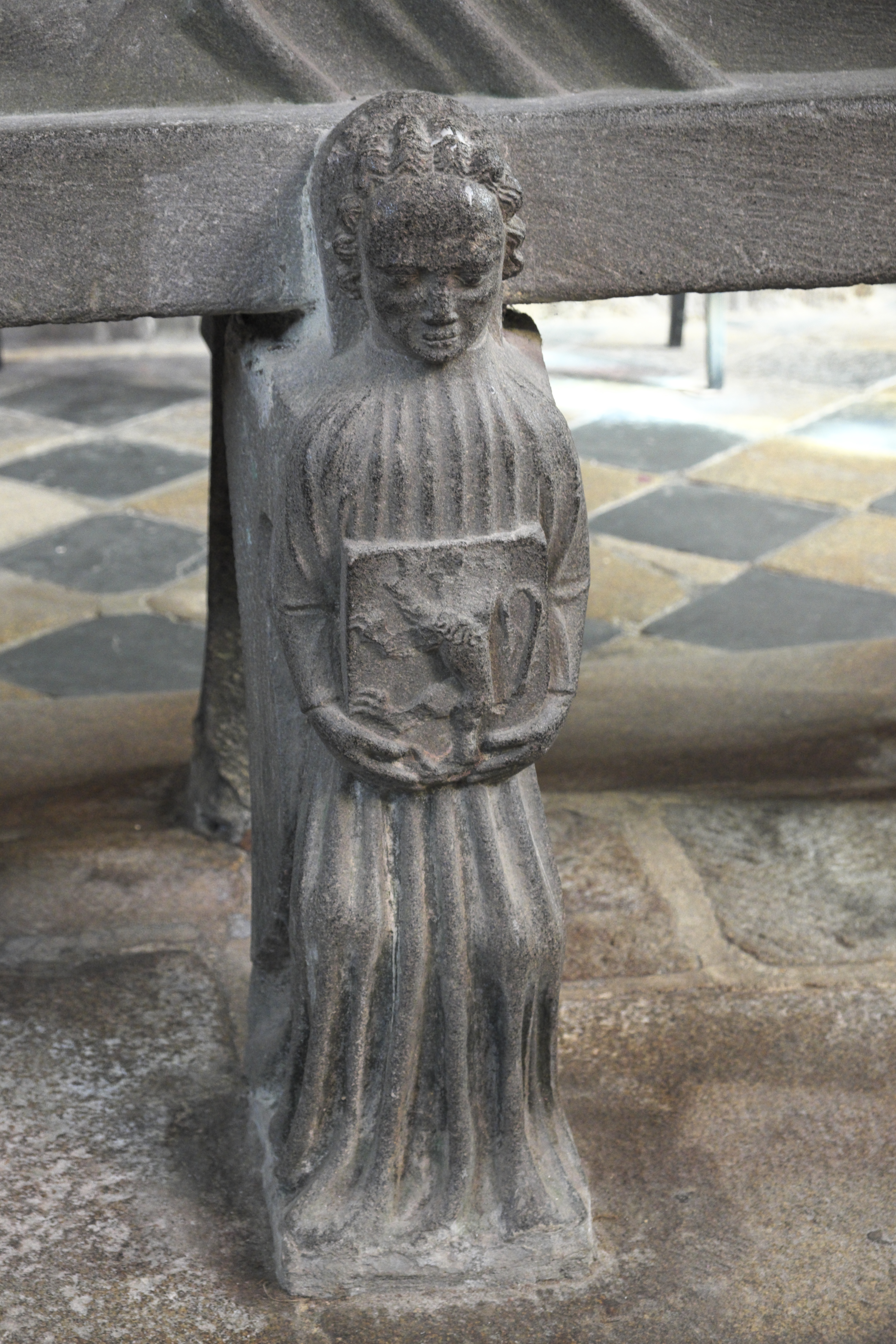
Engel